# Блак Лаурсен, Хелена
Хеле́на Блак Ла́урсен (дат. Helena Blach Lavrsen; род. 7 июня 1963, Фредериксберг), урождённая Хеле́на Блак (дат. Helena Blach) — датская кёрлингистка, на зимних Олимпийских игр 1998 скип женской национальной сборной Дании по кёрлингу, ставших серебряными призёрами Олимпийских игр. Тренер по кёрлингу.
Играла на позиции четвёртого. Была скипом своей команды.
В 1998 году была выбрана в качестве знаменосца сборной Дании на церемонии открытия Олимпийских игр 1998 года в Нагано.
Была также скипом женской команды Дании на двух зимних Олимпийских играх, где кёрлинг был представлен как показательный вид спорта: в 1988 (команда Дании заняла 6-е место) и в 1992 (команда Дании заняла 4-е место).

## Достижения
- Зимние Олимпийские Игры: серебро (1998).
- Чемпионат мира по кёрлингу среди женщин: золото (1982), серебро (1998), бронза (1990, 1997).
- Чемпионат Европы по кёрлингу: золото (1994), серебро (1997), бронза (1981, 1998).
- Чемпионат Дании по кёрлингу среди женщин: золото (1979, 1980, 1981, 1982, 1985, 1986, 1987, 1988, 1990, 1991, 1992, 1994. 1995, 1996, 1997, 1998)[4].
- Первенство Европы по кёрлингу среди юниоров: золото (1983).
- Чемпионат Дании по кёрлингу среди юниоров: золото (1983, 1984)[5].
- Чемпионат Дании по кёрлингу среди смешанных команд (англ. mixed curling): золото (1980, 1984, 1985, 1997)[6].

- Почётный приз Всемирной федерации кёрлинга Frances Brodie Award: 1994.

## Команды
| Сезон                                          | Четвёртый           | Третий             | Второй             | Первый             | Запасной                                                        | Турниры                                          |
| ---------------------------------------------- | ------------------- | ------------------ | ------------------ | ------------------ | --------------------------------------------------------------- | ------------------------------------------------ |
| 1978—79                                        | Ибен Ларсен         | Марианне Йоргенсен | Астрид Бирнбаум    | Хелена Блак        |                                                                 | ЧДЖ 1979                                         |
| 1978—79                                        | Ибен Ларсен         | Астрид Бирнбаум    | Марианне Йоргенсен | Хелена Блак        |                                                                 | ЧМ 1979 (7 место)                                |
| 1979—80                                        | Марианне Йоргенсен  | Астрид Бирнбаум    | Хелена Блак        | Малене Краусе      |                                                                 | ЧДЖ 1980                                         |
| 1979—80                                        | Хелена Блак         | Марианне Йоргенсен | Астрид Бирнбаум    | Малене Краусе      |                                                                 | ЧМ 1980 (10 место)                               |
| 1980—81                                        | Хелена Блак         | Марианне Йоргенсен | Астрид Бирнбаум    | Малене Краусе      |                                                                 | ЧЕ 1980 (5 место)                                |
| 1980—81                                        | Марианне Йоргенсен  | Астрид Бирнбаум    | Хелена Блак        | Малене Краусе      |                                                                 | ЧДЖ 1981                                         |
| 1980—81                                        | Хелена Блак         | Марианне Йоргенсен | Астрид Бирнбаум    | Малене Краусе      |                                                                 | ЧМ 1981 (5 место)                                |
| 1981—82                                        | Хелена Блак         | Марианне Йоргенсен | Астрид Бирнбаум    | Малене Краусе      |                                                                 | ЧЕ 1981                                          |
| 1981—82                                        | Марианне Йоргенсен  | Астрид Бирнбаум    | Хелена Блак        | Малене Краусе      |                                                                 | ЧДЖ 1982                                         |
| 1981—82                                        | Хелена Блак         | Марианне Йоргенсен | Астрид Бирнбаум    | Йетте Ольсен       |                                                                 | ЧМ 1982                                          |
| 1982—83                                        | Хелена Блак         | Йетте Ольсен       | Малене Краусе      | Лоне Кристофферсен |                                                                 | ЧЕЮ 1983                                         |
| 1983—84                                        | Хелена Блак         | Йетте Ольсен       | Малене Краусе      | Лоне Кристофферсен |                                                                 | ЧЕ 1983 (8 место)                                |
| 1983—84                                        | Хелена Блак         | Малене Краусе      | Annette Schøtt     | Лиллиан Фрёлинг    |                                                                 | ЧЕЮ 1984 (6 место)                               |
| 1984—85                                        | Хелена Блак         | Малене Краусе      | Йетте Ольсен       | Лоне Кристофферсен |                                                                 | ЧДЖ 1985                                         |
| 1984—85                                        | Хелена Блак         | Йетте Ольсен       | Малене Краусе      | Лоне Кристофферсен |                                                                 | ЧЕ 1984 (5 место) ЧМ 1985 (6 место)              |
| 1985—86                                        | Хелена Блак         | Малене Краусе      | Йетте Ольсен       | Лоне Кристофферсен |                                                                 | ЧДЖ 1986                                         |
| 1985—86                                        | Хелена Блак         | Йетте Ольсен       | Малене Краусе      | Лоне Кристофферсен |                                                                 | ЧМ 1986 (8 место)                                |
| 1986—87                                        | Хелена Блак         | Йетте Ольсен       | Малене Краусе      | Лоне Кристофферсен |                                                                 | ЧДЖ 1987                                         |
| 1986—87                                        | Йетте Ольсен        | Хелена Блак        | Малене Краусе      | Лоне Кристофферсен |                                                                 | ЧМ 1987 (7 место)                                |
| 1987—88                                        | Хелена Блак         | Малене Краусе      | Лене Х. Нильсен    | Лоне Кристофферсен |                                                                 | ЧДЖ 1988                                         |
| 1987—88                                        | Хелена Блак         | Малене Краусе      | Лоне Кристофферсен | Лене Х. Нильсен    |                                                                 | ЗОИ 1988 (6 место) ЧМ 1988 (5 место)             |
| 1989—90                                        | Хелена Блак         | Малене Краусе      | Hanne Raun         | Гитте Ларсен       |                                                                 | ЧЕ 1989 (4 место)                                |
| 1989—90                                        | Хелена Блак         | Малене Краусе      | Лоне Кристофферсен | Гитте Ларсен       |                                                                 | ЧДЖ 1990 · ЧМ 1990                               |
| 1990—91                                        | Хелена Блак         | Малене Краусе      | Лоне Кристофферсен | Гитте Ларсен       | Лене Бидструп (ЧМ)                                              | ЧЕ 1990 (5 место) · ЧДЖ 1991 · ЧМ 1991 (6 место) |
| 1991—92                                        | Хелена Блак         | Лене Бидструп      | Малене Краусе      | Сусанна Слотсагер  | Дорте Хольм (ЧЕ)                                                | ЧЕ 1991 (4 место) · ЧДЖ 1992                     |
| 1991—92                                        | Хелена Блак         | Малене Краусе      | Лене Бидструп      | Сусанна Слотсагер  | Дорте Хольм (ЗОИ)                                               | ЗОИ 1992 (4 место) ЧМ 1992 (7 место)             |
| 1992—93                                        | Хелена Блак         | Лене Бидструп      | Малене Краусе      | Сусанна Слотсагер  |                                                                 | ЧЕ 1992 (7 место)                                |
| 1993—94                                        | Хелена Блак         | Ангелина Йенсен    | Маргит Пёртнер     | Шарлотта Хедегор   | Хелене Йенсен                                                   | ЧЕ 1993 (8 место)                                |
| 1993—94                                        | Хелена Блак         | Ангелина Йенсен    | Хелене Йенсен      | Маргит Пёртнер     | Шарлотта Хедегор                                                | ЧДЖ 1994                                         |
| 1993—94                                        | Хелена Блак Лаурсен | Ангелина Йенсен    | Маргит Пёртнер     | Хелене Йенсен      | Дорте Хольм                                                     | ЧМ 1994 (9 место)                                |
| 1994—95                                        | Хелена Блак Лаурсен | Дорте Хольм        | Маргит Пёртнер     | Хелене Йенсен      | Лиза Ричардсон                                                  | ЧЕ 1994                                          |
| 1994—95                                        | Хелена Блак Лаурсен | Дорте Хольм        | Хелене Йенсен      | Маргит Пёртнер     | Лиза Ричардсон                                                  | ЧДЖ 1995 · ЧМ 1995 (5 место)                     |
| 1995—96                                        | Хелена Блак Лаурсен | Дорте Хольм        | Хелене Йенсен      | Маргит Пёртнер     | Лиза Ричардсон                                                  | ЧДЖ 1996                                         |
| 1995—96                                        | Дорте Хольм         | Маргит Пёртнер     | Хелене Йенсен      | Лиза Ричардсон     | Хелена Блак Лаурсен тренер: Франтс Гуфлер (ЧЕ)                  | ЧЕ 1995 (5 место) ЧМ 1996 (7 место)              |
| 1996—97                                        | Дорте Хольм         | Маргит Пёртнер     | Хелене Йенсен      | Лиза Ричардсон     | Хелена Блак Лаурсен тренер: Франтс Гуфлер                       | ЧЕ 1996 (7 место)                                |
| 1996—97                                        | Хелена Блак Лаурсен | Дорте Хольм        | Маргит Пёртнер     | Лиза Ричардсон     | Трине Квист                                                     | ЧДЖ 1997                                         |
| 1996—97                                        | Хелена Блак Лаурсен | Маргит Пёртнер     | Дорте Хольм        | Лиза Ричардсон     | Яне Бидструп                                                    | ЧМ 1997                                          |
| 1997—98                                        | Хелена Блак Лаурсен | Дорте Хольм        | Маргит Пёртнер     | Лиза Ричардсон     | Лене Бидструп (ЧЕ) Трине Квист (ЧДЖ) тренер: Микаэль Квист (ЧЕ) | ЧЕ 1997 · ЧДЖ 1998                               |
| 1997—98                                        | Хелена Блак Лаурсен | Маргит Пёртнер     | Дорте Хольм        | Трине Квист        | Яне Бидструп тренер: Микаэль Квист                              | ЗОИ 1998                                         |
| 1997—98                                        | Хелена Блак Лаурсен | Маргит Пёртнер     | Дорте Хольм        | Лиза Ричардсон     | Трине Квист тренер: Микаэль Квист                               | ЧМ 1998                                          |
| 1998—99                                        | Хелена Блак Лаурсен | Дорте Хольм        | Трине Квист        | Лиза Ричардсон     | Jeanett Syngre тренеры: Jørn Ravnholt, Олле Брудстен            | ЧЕ 1998                                          |
| Кёрлинг среди смешанных команд (mixed curling) |                     |                    |                    |                    |                                                                 |                                                  |
| 1980                                           | Пер Берг            | Хелена Блак        | Ян Хансен          | Hanne Rasmussen    |                                                                 | ЧДСК 1980                                        |
| 1984                                           | Пер Берг            | Хелена Блак        | Ян Хансен          | Малене Краусе      |                                                                 | ЧДСК 1984                                        |
| 1985                                           | Пер Берг            | Хелена Блак        | Ханс Гуфлер        | Малене Краусе      |                                                                 | ЧДСК 1985                                        |
| 1997                                           | Хелена Блак Лаурсен | Лассе Лаурсен      | Маргит Пёртнер     | Брайан Хансен      |                                                                 | ЧДСК 1997                                        |

(скипы выделены полужирным шрифтом)

## Результаты как тренера национальных сборных
| Год  | Турнир                                        | Сборная     | Место |
| ---- | --------------------------------------------- | ----------- | ----- |
| 2013 | Чемпионат мира по кёрлингу среди юниоров 2013 | жен. юниоры | 6     |

## Частная жизнь
Замужем. Муж — Лассе Лаурсен, также известный датский кёрлингист, выступал за мужскую сборную Дании на чемпионатах Европы (3 серебряные медали и одна бронзовая), на чемпионатах мира (лучший результат — 5-е место), на зимних Олимпийских играх 2002 (7-е место).
Снялась в нескольких датских телесериалах, в основном в роли самой себя (камео).